# Moorhauser Polder
Der Moorhauser Polder ist ein Naturschutzgebiet im Gebiet der niedersächsischen Stadt Elsfleth im Landkreis Wesermarsch. Beim Moorhauser Polder handelt es sich um ein Hochwasserrückhaltebecken.

## Beschreibung
Das Naturschutzgebiet mit dem Kennzeichen NSG WE 132 ist 99 Hektar groß und Teil des EU-Vogelschutzgebietes „Hunteniederung“. Im Westen grenzt das Naturschutzgebiet direkt an das Naturschutzgebiet „Bornhorster Huntewiesen“. Das Gebiet steht seit dem 11. Dezember 1982 unter Naturschutz. Zuständige untere Naturschutzbehörde ist der Landkreis Wesermarsch.

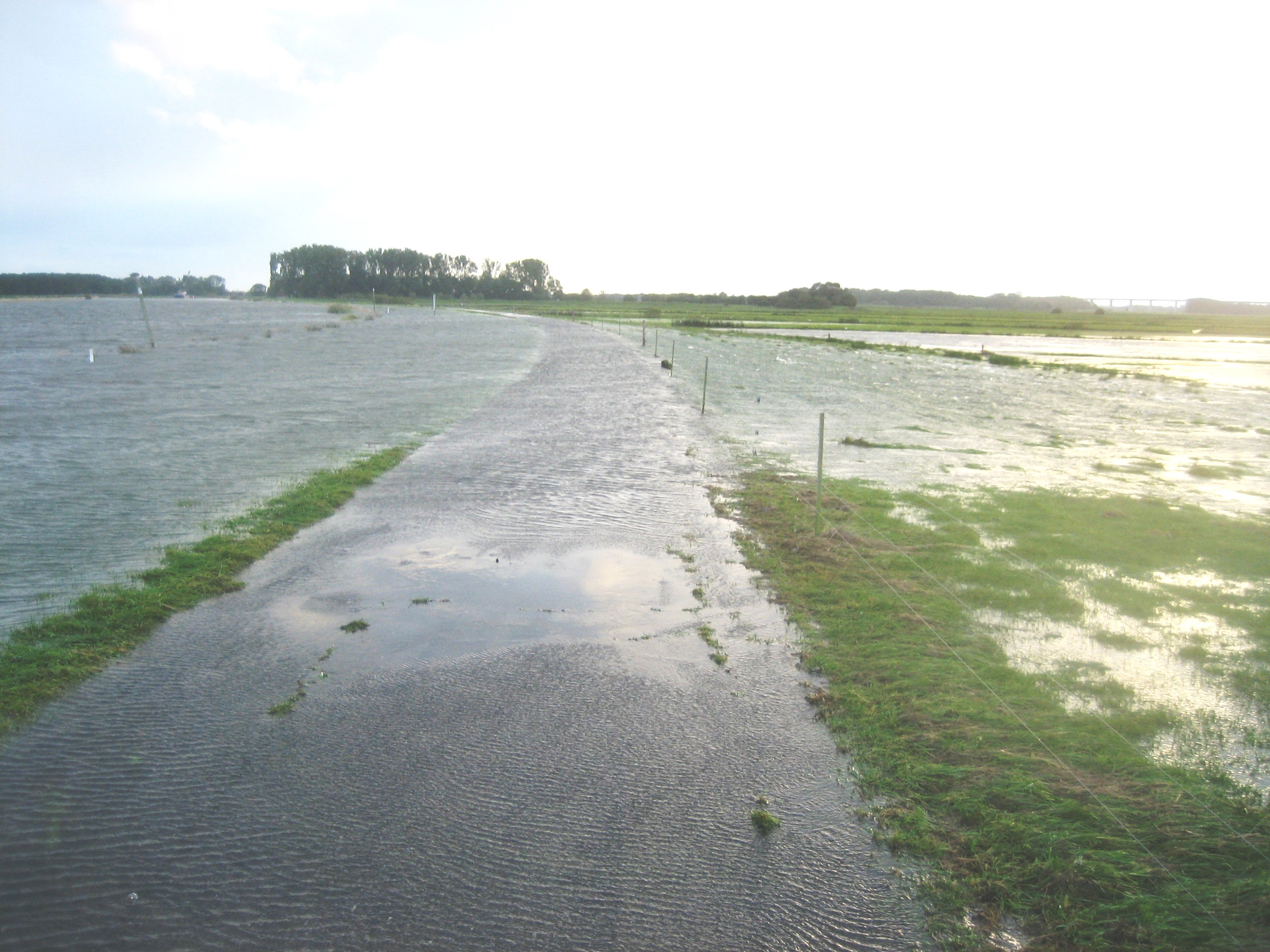
Wasser der Hunte (links) kann bei Hochwasser der Hunte über den Deichweg in den Moorhauser Polder fließen

Der Moorhauser Polder liegt östlich von Oldenburg und nördlich der Hunte. Er wird zu einem großen Teil von Feuchtgrünland geprägt, das landwirtschaftlich nur extensiv als Weideland und für die Mahd genutzt wird. Dadurch hat das Naturschutzgebiet eine besondere Bedeutung als Refugium für die Tier- und Pflanzenwelt in der ansonsten überwiegend intensiv genutzten Hunteniederung. Die im Herbst und Winter oft überschwemmten Wiesen sind ein wichtiges Rastgebiet für Zugvögel. Im Westen durchzieht die Wulfsgraft den Polder. In ihrem Bereich liegen auch mehrere Stillgewässer.
Vom Deich aus kann der Polder gut eingesehen werden. Im Südosten befindet sich eine Infotafel.

## Karl-Sartorius-Hütte
Im Norden des Polders unterhält die Ornithologische Arbeitsgemeinschaft Oldenburg eine Hütte, die nach Karl Sartorius, einem der ersten Vogelkundler in den Huntewiesen, benannt ist. Die Hütte dient seit Jahrzehnten der wissenschaftlichen Vogelbeobachtung und wurde im Jahre 2011 grundüberholt.